# Южноливанска армия
Южноливанската армия (на арабски: جيش لبنان الجنوبي) е въоръжено формирование от Гражданската война в Ливан.
Известна е преди всичко със съдействието, което оказва за израелската окупация на Южен Ливан, поради което е наричана често и „Южноливанска марионетна армия“.
Милицията е основана през 1976 г. от ливански военни. Освен друзи и шиити в Южноливанската армия влизат голям брой християни, противопоставящи се на дейността на Организацията за освобождение на Палестина в южната част на Ливан. До 1984 г. ръководител на т.нар. „армия“ е майор Саад Хадад, а след това – генерал Антон Лахад.
В годините до израелското нахлуване в Ливан през 1982 г. Южноливанската армия се съпротивлява на дейността на ООП в южната част на страната. След изграждането на т.нар. „зона за сигурност“ в Южен Ливан армията насочва своята дейност преди всичко срещу „Хизбула“.
През 1985 г. израелската армия частично се изтегля от т.нар. „зона за сигурност“, като предава контрола на Южноливанската армия. Последната е активно подкрепяна от израелската страна с пари, оръжие и логистика.
Основателно или не Южноливанската армия е обвинявана за ред убийства в Южен Ливан. През 1990-те години „Хизбула“ успява да нанесе редица успешни удари по силите на Южноливанската армия, която е допълнително отслабена от дейността на военното разузнаване на ливанската армия.
През май 2000 г., без да предупреждава своите съюзници в Южен Ливан, Израел се изтегля от т.нар. зона за сигурност, в резултат на което Южноливанската армия бързо се разпада и областта, контролирана по-рано от нея, е заета от „Хизбула“.
Голяма част от членовете на марионетната армия заедно със своите семейства търсят убежище в Израел и в редица европейски страни. В самия Ливан мнозина членове на армията са разглеждани като „колаборационисти“ и са осъждани на принудителен труд заради извършени от тях нападения върху цивилни.
Тогавашният израелски премиер Ехуд Барак е остро критикуван заради бързото изтегляне на Израел от т.нар. зона за сигурност и разпада на Южноливанската армия. На 6 април 2006 г. Кнесетът приема решение за изплащане на семействата на ветераните от Южноливанската армия на помощи в размер от 6 хиляди евро, платими в период от 7 г.